# Stephanopachys substriatus
Stephanopachys substriatus là một loài bọ cánh cứng trong họ Bostrichidae. Loài này được Paykull miêu tả khoa học năm 1800.